# Liste der Monuments historiques in Vitry-le-Croisé
Die Liste der Monuments historiques in Vitry-le-Croisé führt die Monuments historiques in der französischen Gemeinde Vitry-le-Croisé auf.

## Liste der Objekte
| Bezeichnung               | Beschreibung                               | Standort                        | Kennzeichnung | Schutzstatus | Datum | Bild |
| ------------------------- | ------------------------------------------ | ------------------------------- | ------------- | ------------ | ----- | ---- |
| Skulptur Madonna mit Kind | Kalkstein, farbig gefasst, 16. Jahrhundert | in der Kirche St-Bénigne (Lage) | PM10002977    | Classé       | 1908  |      |